# Хурритские песни
Хурритские песни (они же хурритские гимны) — коллекция музыки, записанной клинописью на глиняных табличках, найденных при раскопках царского дворца в Угарите. Датируется приблизительно 1400—1200 годами до н. э. Одна из 36 табличек сохранилась почти полностью и содержит хурритский гимн Никкаль (№ 6). Это древнейшая из известных на сегодняшний день почти полностью сохранившихся записей с музыкальной нотацией.

## Описание таблички с гимном № 6
В 1950—1955 годах в течение 15-й и 17-й экспедиций в Угарит археологи раскопали фрагменты хурритских культовых песен. Среди находок было три фрагмента одной таблички с почти полным текстом. Вместе фрагменты таблички составили около 19 см в длину и 8 см в высоту. Запись переходит с лицевой стороны (аверс) таблички на обратную (реверс), пересекая правый край. Текст из двух фрагментов на левой стороне таблички хорошо читается; текст на правой стороне, напротив, в плохом состоянии. Эта табличка — с гимном богине Никкаль (аналога шумерской Нингаль) — записана клинописью на угаритском диалекте хурритского языка.
Запись состоит из трёх частей. Первая содержит слова песни — четыре строки на аверсе и реверсе таблички. Ниже прочерчены две параллельные линии. Ниже линий — вторая часть («партитура») состоит из 6 строк на лицевой стороне. Третья часть (колофон) находится на обратной стороне внизу. Первая часть — на хурритском языке. Вторая состоит из адаптированных к хурритскому языку аккадских терминов и следующих за ними значков цифр. Семь последних слогов в каждой из первых трёх строк повторяются в начале строки на обратной стороне. Ларош и Витале видят в этом сходство с вавилонскими текстами, в которых слова повторяются при переходе с таблички на другую для связности текста. Гютербок и Килмер, принимая во внимание, что такое не случается в пределах одной таблички, считают повторения слогов рефренами. Дюшан-Гильомен на это возражает, что переход строки с аверса на реверс таблички — достаточное основание для такого повторения.

## История исследований
Хурритские таблички были опубликованы Ларошем в 1968 году. Гютербок распознал в одной из них хурритскую версию аккадских терминов с Филадельфийской таблички (CBS 10996). Годом позднее Уэлстон впервые интерпретировал запись. Килмер не согласилась и дала совершенно другое, многоголосное, истолкование (1973 г.). М. Дюшан-Гильомен отвергла обе попытки и предложила свою монодическую версию мелодии, а также сопоставила её с традиционной еврейской и сиро-халдейской христианской музыкой. Затем было предложено ещё несколько интерпретаций, однако до сих пор относительно дешифровки таблички существуют широкие разногласия. Возможно, что в самих древних нотах мелодия была обрисована только в общих чертах.

## Мелодия гимна № 6
Музыка исполнялась на 9-струнном саммуме (что-то вроде арфы или, скорее, лиры). Указана тональность, в которой исполняется мелодия (nid qibli). Были предложены как многоголосные (Килмер, Черни, Уэст, Криспийн, Монзо), так и монодические (Уэлстон, Дюшан-Гильомен, Витале, Дамбрилл) трактовки песни. Ряд авторов высказывали догадки о тактовом размере мелодии (Витале, Монзо, Криспийн). Криспийн считает, что в начале идёт музыкальное вступление. Витале предполагает чисто инструментальную часть в начале и в конце.

## Другие гимны
Возможно, что 2-й гимн был самым большим (в 2 раза длиннее, чем 6-й), если предположить, что у него такой же темп. Он позволяет установить некоторые правила композиции при сравнении с гимнами 6, 7 и 10, так как можно сравнить начала строчек. По словам Ричарда Дамбрилла, во всех трёх случаях произведения начинаются с затактовой нисходящей квинты, за которой немедленно следует восходящая терция.
Во всех пяти случаях, когда Ларошу удалось расшифровать тональность, она называлась nid qibli.

## Тексты
На одних табличках текст есть с обеих сторон, на других — с одной. Дюшан-Гильомен писала, что в тексте гимна № 6 понятны только некоторые слова: богиня Никкаль, жена бога-луны, дар, сердце, отцы… Перевод Тео Криспийна (2000, 2008) основывается на версии Тиля (1977), при этом Тео отмечает, что хотя хурритский язык наименее изученный среди языков Древнего Востока, но после открытия хуррито-хеттского двуязычного текста (скорее всего, имеется в виду «Песнь освобождения») ситуация улучшилась. Он считает, что гимн № 6 — это молитва бесплодной женщины. Пробный перевод выглядит так:
«Для тех, кто совершает жертвоприношение тебе. (?)
Б) Приготовь два жертвенных хлеба в их чашах, когда я приношу жертвоприношение перед ним.
Они подняли жертвы к небесам за их здоровье и удачу. (?)
В) У символа серебряного меча с правой стороны (твоего трона) я принесла их.
Я аннулирую их (грехи). Без укрывательства и отрицания их (грехов), я принесу их (тебе), чтобы быть приятным (тебе).
Г) Ты любишь тех, кто приходит, чтобы быть покрытым (примирённым).
Я пришла положить их перед тобой и удалить их через обряд примирения (отпущения грехов).
Я буду чествовать тебя и у подножия ног твоих не…
Д) Это Никкаль, которая укрепляет их. Она позволяет женатым парам иметь детей. Она позволила им родиться для их отцов.
Но рождённый будет кричать: „Она не родила ни одного ребёнка“. Почему я как настоящая жена не родила ребёнка для тебя?»
Второй гимн посвящён богу Тешубу. Присутствует название двух гор, в 9-й и 10-й строчке есть слово «река», за которым следует слово «господин» — возможно, эпитет Тешуба.

## Авторы/писцы
- Аммийя
- Аммурапи (Аммураби) — (записал гимн № 6 Никкаль)
- Ипсали — (писец)
- Пухийя(на)
- Тапсухини
- Урхийя (гимн № 8 и № 12)[25][26].

## Общая характеристика
Это древнейшие записи в мире с музыкальной нотацией за исключением старого вавилонского текста из Ниппура № 3354 с инструкцией по исполнению последующих нот и интервалов к гимну обожествлённому царю Липит-Иштар.
Находка была особенно интересна, поскольку она опрокинула представления о древней музыке, показав, что диатонический (семиступенный) звукоряд и, вероятно, многоголосие применялись на тысячу лет раньше, чем считалось ранее.

## Возможная связь с армянским музыкальным фольклором
Российский музыковед Л. Г. Бергер реконструирует мелодию песни «Сари ахчик», в числе других древнейших армянских песен, до хурритских напевов (хурриты являются одними из предков армян, подробнее см. Этногенез армян). Согласно этой реконструкции, «Сари ахчик» интонационно-типологически близка хурритскому гимну:

По наблюдению К. Э. Xудабашян, ангемитонный каданс, образующийся в хурритском напеве, при переводе его в армянские лады, отличает армянские мелодии фригийского и гипофригийского античных ладов, причем ею предполагается наиболее возможной идентификация хурритского гимна с ладовой структурой армянской монодии в гипофригийском античном ладу. Действительно, в этом ладу звучат напоминающие хурритский мотив древние армянские песни — эпос X века «Давид Сасунский», духовное песнопение XI века, Нерсеса Шнорали — «Благословение» (неполный гипофригийский), любовные песни «Ергинк Ампэлэ», «Нубар», с восходящей тритоновой попевкой и последующим нисхождением мотива в верхнем тетрахорде лада, ибо устой в среднем звуке системы (сб. А. Брутяна, с. 123, No 113). Сходны по строению с этой песнью любовные «Пойдем в наш сад» (No 92, с. 106), «Ростом ты чинара» (No 27, с. 44), «Ты хваленая моя», с двумя опорами на верхний и средний тоны звукоряда (No 32, с. 51), «Выпал снег» (No 86, с. 100) «По поводу убийства Xачо» (No 40, с. 53) и многие другие. При этом, немало армянских песен с рисунком напевов, подобным хурритскому, имеются в древнегреческом фригийском ладу — «Ой, Назан», «Ароры Ацац тетрак акун», «Постой красавец» (No 6, с. 28), «Любовь моя» (Дле джане — No 35, с. 53), другой вариант которой в дорийском древнегреческом ладу (No 77, с. 90), тоже сходен с хурритской песней начальным трихордовым подъёмом и кадансом от верхней терции к повторенному первому звуку. Интонационно-типологически близки хурритскому гимну многие древнейшие армянские песни: «Душу отдам» (No 105, с. 116), «Сари ахчик» (No 87, с. 101), «Где милая Джан» (No 102, с. 113), «Брат мой плотник» (No 46, с. 64) и т. д.

Подобна по складу хурритскому напеву, особенно в эолийском и фригийском вариантах, — трагическая песня-танец «Горани» (измененное «Кураны», от Куран-Светило, в истоке моление Светилу — песня-танец, которую армяне пели перед смертью, предпочитая бросаться в пропасть гибели от рук турецких насильников).— 

## Реконструкции и исполнения
- 1971 David Wulstan (Дэвид Уэлстон) Дэвид Вальстен?
- 1974 A. D. Kilmer (А. Д. Килмер)
- исполнение — «Sounds of Silence: Recent Discoveries in Ancient Near Eastern Music.» Anne D. Kilmer, Richard L. Crocker and Robert R. Brown
- 1976 M. Duchesne-Guillemin (М. Дюшан-Гильомен)
- 1977, 1978 Thiel (Ханс-Йохен Тиль)
- 1982 Raoul Vitale (Рауль Витале)
- 1982 M. Duchesne-Guillemin (М. Дюшан-Гильомен)
- 1988 Černý (Черни)
- 1993 M. L. West (Мартин Личфилд Уэст)
- 1998 R. J. Dumbrill (Ричард Дамбрилл)[4]
- 1999 — ансамбль «De Organographia», исполнение включено в альбом «The Music of Ancient Sumerians, Egyptans and Greeks» (лейбл «Pandourion Records», США)
- 2000 Krispijn[27] (Тео Криспийн — профессор ассирологии Лейденского университета)[29].
- 2013 исполнение — Michael Levy «Musical Adventures In Time Travel» (Michael Levy)
- 2020 — Nightwish — мелодия гимна использована в композиции «Anthropocene (including „Hurrian Hymn to Nikkal“)» в альбоме Human. :II: Nature.
- 2022 — Heilung — композиция Nikkal альбома Drif.
- 2023 — Игорь Казаков (TheSmokish)[30].